# 麥奎爾 (密蘇里州)
麥奎爾（英語：McGuire）是位於美國密蘇里州鄧克林縣的非建制地區。

## 歷史
麥奎爾的郵局於1905年設立，其後於1914年停運。

## 地理
麥奎爾所處的海拔為高於海平面88米（即289英呎），而該地所採用的時區為UTC-6，即北美中部時區（CST）。同時該地設有夏令時間，為UTC-6調快一小時，即UTC-5（CDT）。